# Ski Centrum Czarny Groń w Rzykach
Ski Centrum Czarny Groń w Rzykach – całoroczny ośrodek narciarsko-rekreacyjny będący jednym z głównych składowych kompleksu rekreacyjno-wypoczynkowego „Czarny Groń” w Rzykach, położony około 5 km na południe od Rzyk, w Beskidzie Małym. Ośrodek narciarski znajduje się na polanie Pracicy położonej na północnych stokach Beskidu, ponad górną częścią doliny potoku Pracica. Górna stacja najwyższego wyciągu znajduje się w pobliżu Przełęczy na Przykrej (757 m) w głównym grzbiecie Beskidu Małego, między Łamaną Skałą i Potrójną.
Poza ośrodkiem narciarskim w skład kompleksu wchodzą również czterogwiazdkowy hotel i spa „Czarny Groń”, restauracja „Oberża”, Magiczna Osada (plac zabaw dla dzieci wraz ze ścieżką edukacyjną) i Polana Pingwina (plac zabaw rekreacyjnych działający latem i zimą).

## Wyciągi i trasy
Różnica poziomów między najwyższym i najniższym punktem ośrodka wynosi około 200 m. W skład stacji narciarskiej wchodzą 4 wyciągi, wzdłuż każdego z nich biegnie trasa zjazdowa:
- (I) 4-osobowy wyciąg krzesełkowy firmy Doppelmayr o długości 600 m, przewyższeniu 150 m i przepustowości 2400 osób na godzinę, wzdłuż którego biegnie trasa o czerwonym (1) stopniu trudności o długości 700 m[3],
- (II) 6-osobowy wyciąg krzesełkowy z przesłonami przeciwwiatrowymi o długości 600 m, przewyższeniu 150 m i przepustowości 3000 osób na godzinę, z niebieską trasą (2), również o długości 700 m,
- (III) wyciąg zaczepowy dla dzieci o długości 100 m, przewyższeniu 15 m w dolnej części ośrodka. Ośla łączka (4) ma długość 100 m
- (IV) taśma wyciągowa przy hotelu Czarny Groń

Wszystkie trasy są oświetlone, sztucznie naśnieżane i ratrakowane.

## Pozostała infrastruktura
Ośrodek znajduje się powyżej istniejącego hotelu. Do dyspozycji narciarzy i snowboardzistów są tu:
- snow park[5]
- restauracja w budynku dolnej stacji wyciągu I
- wypożyczalnia i serwis sprzętu
- szkoła narciarska i snowboardowa
- lodowisko.

## Operator
Operatorem i właścicielem stacji jest Czarny Groń Sp. z o.o. sp. k. (numer KRS: 433453) z siedzibą w Rzykach, Osiedle Praciaki 91 (adres restauracji „Oberża”). Prezesem zarządu spółki jest Tomasz Andrejko. Czarny Groń tworzy Grupę Pingwina skupiającą pięć całorocznych obiektów narciarsko-rowerowych, które znajdują się w Beskidach (Słotwiny Arena w Krynicy Zdrój, Skolnity Ski&Bike w Wiśle, Czarny Groń w Rzykach, Kasina Ski&Bike w Kasinie Wielkiej) oraz na Mazurach (Kurza Góra w Kurzętniku).

## Historia
Do 2012 roku właścicielem infrastruktury był Sławomir Rusinek. W 2012 roku została powołana spółka komandytowa Czarny Groń sp. z o.o. Sp. k. (KRS 433453), do której Sławomir Rusinek wniósł aportem ośrodek narciarski, stając się jej dominującym komandytariuszem. Komplementariuszem spółki jest zarejestrowana miesiąc wcześniej Czarny Groń sp. z o.o. (KRS 430867).
Wyciąg krzesełkowy 6 osobowy w tym ośrodku został wybudowany w 2009 roku. Przed sezonem 2015/2016 uruchomiono 4-osobowy wyciąg krzesełkowy, który zastąpił wcześniej działający na jego miejscu wyciąg orczykowy. W grudniu 2018 uruchomiono taśmę wyciągową wraz z torem tubingowym przy hotelu Czarny Groń.